# Pseudo-orde

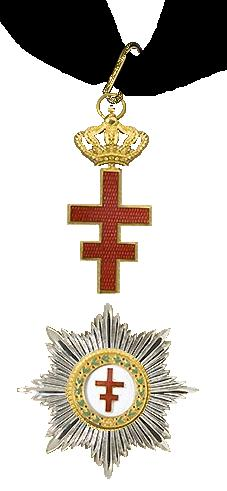
Een pseudo-orde, De naam "De Soevereine Orde van de Tempel van Jeruzalem" is misleidend; deze orde is nergens soeverein. De kroon suggereert dat de orde door een koning wordt verleend maar ook dat is niet zo. Particuliere verzameling Groningen.

Een pseudo-ridderorde is een organisatie die pretendeert een ridderorde te zijn, maar niet als zodanig door de internationale gemeenschap wordt erkend. Bekende internationale gezaghebbende autoriteiten op dit gebied zijn de International commission for orders of chivalry en het Vaticaan. Ook schrijvers als Guy Stair Sainty gelden als gezaghebbende autoriteit.
Sommige van deze pseudo-ridderorden lijken louter te dienen om goedgelovige lieden die graag tot een ridderorde willen behoren, of graag een versiersel aan een lint dragen, geld uit de zak te kloppen. Zij dragen soms zeer vergezochte of fantastische namen. Sommige pseudo-orden beweren een buitenlandse afdeling van een bestaande orde te zijn. In andere gevallen gaat het om scherts of het verlangen om een organisatie meer aanzien te verschaffen.
Sommige mensen laten zich zand in de ogen strooien door lieden met fantastische titels; er is een groot aantal pseudo-orden van de Paleologen, Russische erfcommandeurs en prinsen die in geen enkele adelsalmanak voorkomen.
Afgezette koningen zoals de verarmde Koning Peter van Joegoslavië en een aantal Patriarchen van kleine kerkgemeenschappen in het Midden-Oosten leenden soms voor geld hun naam en autoriteit ook aan merkwaardige "ridderorden".
De grootmeesters en vertegenwoordigers van de pseudo-orden handelen vaak ook in adellijke en academische titels, (diplomatieke) paspoorten, rijbewijzen en wapenschilden.
Kenmerkend voor deze orden zijn de merkwaardige namen. "Mystieke Orde van Sint-Beatrijs", "Orde van de Kousenband in Schotland" en "Tempelridders van het Zwaard" zijn daarvan voorbeelden. De orden noemen zich vaak "soeverein" in navolging van de Orde van Malta, een serieuze orde die in het diplomatieke verkeer ook werkelijk als "staat" gezien wordt. Vaak suggereren zij de opvolger of zelfs voortzetting te zijn van een middeleeuwse orde zoals de Tempeliers.
Kenners van het staatsrecht en specialisten in de heraldiek zijn over het algemeen van mening dat het stichten van een ridderorde is voorbehouden aan staatshoofden, de hoofden van (voormalige) regerende vorstelijke families en regeringen van republieken.
Zie daarvoor het beginsel van "Fons honorum" en Jure sanguinis.
In 2010 waren, zo blijkt uit een in Berlijn opgemaakt rapport van de False Orders Committee van de Orde van Malta, niet minder dan 26 zelfbenoemde orden van Malta actief.
De echte Soevereine Militaire Orde van Sint-Jan van Jeruzalem en Malta (de Maltezer Ridderorde) is zozeer in aanzien dat er op vrij grote schaal bedriegers actief zijn die het lidmaatschap van deze Orde voor veel geld verkopen.
De Italiaanse regering heeft op een website een overzicht geplaatst van Ridderorden die zij als pseudo-orden beschouwt. Sommige van de op deze lijst vermelde organisaties zijn het niet met deze omschrijving eens.

## Van pseudo-orde naar legitieme orde
Het is niet onmogelijk dat een groep mensen die met eerlijke bedoelingen een ridderorde sticht en in alle eer en deugd aan liefdadigheid doet, op den duur ook zoveel continuïteit en aanzien kan verwerven dat de orde in ieders ogen een serieuze ridderorde geworden is.
Dit is het geval met de Britse Order of Saint John, die de EHBO-organisatie Saint John's Ambulance heeft opgezet, en de (Oecumenische) Orde van Sint-Lazarus. De laatste orde, die zich op de bestrijding van lepra toelegt, wordt door andere liefdadige orden steeds meer serieus genomen maar staat wel op de genoemde Italiaanse lijst van pseudo-orden.
In 2005 is de Franse tak van de Orde van Sint-Lazarus – gelet op de historische achtergrond, de orde was tot 1830 een Orde van de Franse Kroon – onder protectoraat geplaatst van de Comte de Paris, duc de France en pretendent van de kroon van Frankrijk, zodat de Orde de door de affiliatie met het hoofd van een ooit regerend Koninklijk Huis (Bourbon) de status heeft gekregen van een orde of huisorde van de Franse koninklijke familie. De formele band met de Graaf van Parijs geeft de Orde van Sint-Lazarus, die niet door een vorst maar door particuliere burgers werd heropgericht, meer legitimiteit dan voorheen het geval was.
Het geven van voorbeelden van pseudo-orden is een penibele zaak. Iedere orde die in dit verband wordt genoemd zal daar heftig tegen protesteren. Vaak zijn met het al dan niet toevoegen van het woord 'pseudo' veel geld en gekwetste ego's gemoeid. Het onderwerp blijft daarom gevoelig voor discussie.

## Enige voorbeelden van pseudo-orden

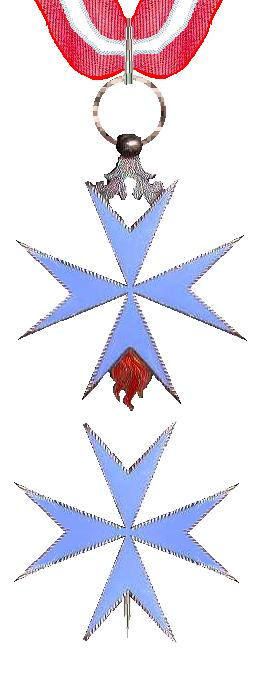
De Zweedse "Birgittinerriddarorden" Een bekende pseudo-orde

- In de jaren 50 en 60 van de 20e eeuw was er in Napels een illegitieme zogeheten Russische Orde van Sint-Stanislaus die zich "Ordine di St. Stanislao" noemde. De "grootmeester" van deze orde, Vorst Golitzin, vroeg om forse bedragen voor het voorrecht zich Ridder in een "heuse orde" te mogen noemen.
- Ook in Amerika bestaat een "Orde van de Kousenband" die met de Engelse orde alleen de naam én de onderscheidingstekens gemeen heeft.
- Frank Sinatra liet zich in de vroege jaren 60 opnemen in de Soevereine Militaire Orde van Sint-Jan van Jeruzalem en Malta met de mededeling dat hij een "Rode Ridder" zou worden. Omdat hij een "rode ridder" zou worden, zou het Vaticaan er niet van op de hoogte hoeven gebracht te worden. De rode vlag van de Maltezer Orde werd op het landgoed van Sinatra gehesen en hij droeg de orde zelfs wanneer hij échte ridders van Malta ontmoette.[2]
- In Nieuw-Zeeland praalt de landscommandeur van de plaatselijke afdeling van de Orde van Sint-Stanislaus met de mededeling dat hij ooit "Ambassadeur aan het hof van de Hohenstaufen" was. Deze familie is echter midden 13e eeuw (1268) uitgestorven.
- Het Kruis van Verdienste van de Inter-geallieerde Militaire Organisatie Sphinx (I.M.O.S.) en de Soevereine Orde van Sint-Jan de Doper deelden een Grootmeester. Het was de in 1981 overleden Kolonel Graaf Poziemski.
- De "Soevereine Orde van het Aloude Prinsdom Seborga en Castrum Sepulcri" laat volgens de website ook eigen munten en postzegels vervaardigen. Er zijn ridders over de gehele wereld maar de aanspraken op de regering van dit Italiaanse stadje zijn niet erg concreet.
- "Het Keizerlijke en Koninklijke Drakenhof en de Drakenorde" (Engels:"The Imperial and Royal Dragon Court and Order") is een hedendaagse Orde die in zichzelf de voortzetting van de oude Hongaarse Orde van de Draak ziet. De Orde is als een Pseudo-Orde te beschouwen die de draak steekt met de oude Europese ridderorden. De oprichter is een Belg die ook onbewezen aanspraken op de Engelse troon heeft. Ook in Italië is een "The Sovereign Imperial Roman Order of the Dragon" van het "Imperial Souvereign Tiberian Dobrynian House of Rome, Byzantium and Russia" actief.
- De Heilige Keizerlijke Orde van de Ridders van Augustus (Italiaans: Imperiale Ordine Dinastico della Militia Cesarea Romana). De orde bestaat volgens eigen opgaven al meer dan 2000 jaar.
- In Oekraïne zijn de Orde van Sint-Nicolaas Thaumaturgus en de Internationale Orde van Nicolaas Thaumaturgus in omloop. Deze kunnen mogelijk verward worden met de in 1920 door de Russische generaal Wrangel ingestelde Orde van Sint-Nicolaas Thaumaturgus of de Huisorde van Sint-Nicolaas de Wonderdoener van het Huis Romanov, die beide na de Russische Revolutie werden ingesteld. Overigens heeft geen van de beide Oekraïense orden expliciet de pretentie iets met de Russische orden van doen te hebben.
- Eveneens in Oekraïne werd in 2017 de Orde van Sint-Panteleimon ingesteld, die zich als de voortzetting beschouwt van de in 2016 afgeschafte departementale onderscheiding van het Oekraïense ministerie van Volksgezondheid, het Kruis van Panteleimon de Genezer.

Bekende Pseudo-orden volgens Guy Stairs Sainty

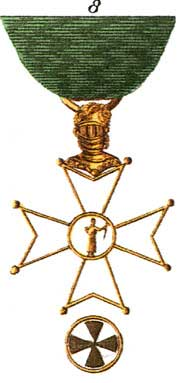
Ridder

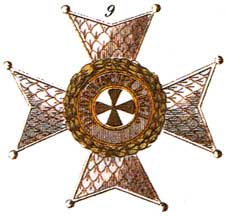
Commandeurs ster

- De Soevereine Constantinische Orde van Sint-Joris van de Keizerlijke Prinsen Amoroso d'Aragon (Engels:"Sovereign Constantinian Order of Saint George of the Imperial Princes Amoroso d'Aragona")
- De Militaire Orde van de Keten van Sint-Agatha van de Paternò (Engels: "The Military Order of the Collar of Saint Agatha of the Paternò")
- De Keizerlijke Hoogste Militaire Orthodoxe Dynastieke Constantinische Orde van Sint-Joris (Engels: "The Imperial Supreme Military Orthodox Dynastic Constantinian Order of Saint George")
- De Spaans-Keizerlijke Orde van Karel V (Engels: "Spanish Imperial Order of Charles V")
- De Patriarchale Orde van Sint-Blasius en Sint-Maria in Jeruzalem (Engels: "Patriarchal Order of St Blaise and St Mary in Palestine")
- De Orde van het Gemenebest (Engels: "Order of the Commonwealth")
- De Orde van Sint-Andreas van Jeruzalem (Engels: "Order of St Andrew of Jerusalem")
- De Orde van de Heren van Torre Molina (Engels: "Order of the Senoria de Torre Molina")
- De Orde van de Griffioen (Engels: "Order of the Griffin"), niet te verwarren met de historische Mecklenburgse Orde van de Griffioen
- De Orde van het Blauwe Lint van de Heilige Geest (Engels: "Order of Cordon Bleu du Saint Esprit"), niet te verwarren met de oude, niet meer bestaande, Orde van de Heilige Geest.
- De Orde van Sint-Eugenius van Trebizonde (Engels:"Order of St Eugene of Trebizond")
- De Broederschap van de Leenmannen van Mesnada (Engels: "Confraternity of Ricoshombres de Mesnada")
- De Orde van de Lelie (Italiaans: "Ordo e Lillio")

In 1998 werd de Orden Bene Merenti die in 1932 door de Vorst van Hohenzollern-Sigmaringen werd gesticht maar na dat jaar niet meer werd verleend, opnieuw geactiveerd, of opnieuw opgericht, door een adoptiefzoon van een prinses van Hohenzollern. Deze niet-regerende, niet adellijke heer verleent de orde nu ook in Amerika.
Een aantal zogenaamde prinsen en vorsten gebruiken ridderorden om mensen soms flinke bedragen afhandig te maken.

## Een reeks orden met dezelfde achtergrond
Op imperialclub.net staan 21 ridderorden opgesomd die moeiteloos als fantastische bedenksels kunnen worden herkend. De slordig getekende wapens, de van bestaande of historische ridderorden geleende versierselen, de ongeloofwaardige soms duizenden jaren omvattende geschiedenissen, het lukraak overnemen van het woord "Soeverein" in de naam van de orden (Sovrano Ordine Tiberiano del Cingolo Aurato Militare, The Sovereign Military Order of the Byzantine Eagle, The Sovereign Imperial Roman Order of the Dragon, Sovrano Angelicum Ordo Greco-Ortodosso del Santo Sepolcro di Gerusalemme e di Santa Sophia en uiteraard de Sovereign Order of Saint John of Jerusalem - Russians Knights of Malta - O.S.J. + R.M. zijn kenmerkend voor pseudo-orden. De genoemde orden zijn geen van allen soeverein of ooit soeverein geweest. De onderscheiding zijn vaak bestaande ridderorden waarop min of meer lukraak een fantasiewapen is geplakt. Uiteraard hebben de orden allen een indrukwekkende ordekleding in de vorm van bijvoorbeeld zwarte mantels met een rode voering.
Een lijst van het Vaticaan

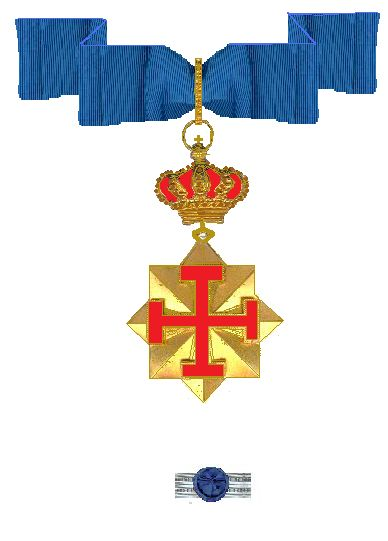
Commandeurskruis van de Orde van Sint-George van Antiochië

Op 14 december 1970 publiceerde de Staatssecretaris van de Heilige Stoel in de Osservatore Romano een lijst van pseudo-orden, die uitdrukkelijk niet erkend werden door de Heilige Stoel. Een Engelse vertaling van een deel van deze lijst is:
- Saint Mary of Bethlehem,
- Saint John of Acre,
- Saint John the Baptist,
- Saint Thomas,
- Saint Lazarus,
- Saint George of Burgundy or of Belgium or of Miolans,
- Saint George of Carinthia,
- Constantinian Lascaris Angelical Order of the Golden Militia,
- The Crown of Thorns,
- The Lion of the Black Cross,
- Saint Hubert of Lorraine or of Bar,
- The Concord,
- Our Lady of Peace.... and of Mercy,
- Saint Bridget of Sweden,
- Saint Rita of Cascia,
- the Legion of Honor of the Immaculate Conception,
- Saint George of Antioch,
- Saint Michael,
- Saint Mark,
- Saint Sebastian,
- Saint William.

Daarnaast bevatte de lijst enkele historische, maar uitgestorven orden:
- Order of the Temple,
- Order of the Red Eagle,
- Order of Saint Cyril of Jerusalem.

## De valse orden van Sint-Jan, de valse Orden van Malta
Orden met misleidende namen, zoals de Soevereine Militaire en Hospitaalorde van Sint-Jan van Jeruzalem, Eucumenische Ridders van Malta, proberen als ridderorde te presenteren. Het doel kan oprecht zijn maar de Orde van Malta wil niet dat er verwarring ontstaat over de naam en de doelen waaraan de donoren geld geven. Sommige orden zijn oplichterbenden, daarom heeft de Orde van Malta een bureau dat de valse orden opspoort en een eigen "False Orders Committee".
Een van de valse orden van Malta haalde in 2010 14 000 000 dollar op bij het publiek.
Tegenwoordig stichten de valse Orden van St. Jan zogenaamde Fund Trusts, deze zijn schijnbaar verbonden met het werk van de Maltezer en Johanniter Orde en gericht op het genereren van geldstromen voor dat doel. Ook bijzondere bankinstellingen zoals de Meta Trading and Finance International (V.S.), The Swiss-trust Bank Corporation (V.S. en Republiek Nauru), Global Money Consultants (Athene, Griekenland) en de Burzi Insurance Trust (Lugano, Zwitserland) met vestigingen in België, Groot-Brittannië, Luxemburg de V.S. en in Canada maken ten onrechte gebruik van de goede naam van de Orde van Malta.
In Latijns-Amerika en in het Caribisch gebied werken de zogenaamde Soevereine Militaire en Hospitaalorde van Sint-Jan van Jeruzalem, Eucumenische Ridders van Malta en de verwante Glorus Foundation. Daaraan is ook de Euro-America Finance Holding International - Cayman Islands - Panama verbonden.
De organisatie probeert thans investeerders te vinden ten behoeve van charitatieve doeleinden - onder de voorgewende verantwoordelijk van de Orde van Malta- in onder meer Oostenrijk, België en in Duitsland, met als belofte de door de extraterritoriale status van de Orde van Malta aanwezige mogelijkheden voor omvangrijke belastingvoordelen. In Duitsland is dezelfde organisatie werkzaam onder de naam 'Kreuz des Südens'.
In nauwe samenwerking met justitie tracht de Orde van Malta een halt toe te roepen aan deze, voor de naam en het werk van in het bijzonder de Maltezer Orde, zeer schadelijke activiteiten.
In Oostenrijk is door het 'Landesgericht' in Wenen een einde gemaakt aan de activiteiten van de zgn. 'Sovereign Order of St. John - Knights of Malta - The Hereditary Order'. Deze valse orde week daarop uit naar Hongarije.
De 'Chancellery of Canadian Orders', een orgaan van het Koninkrijk Canada probeert de Orde van Sint-Jan in Canada te beschermen en de kanselier heeft in een formeel schrijven gewaarschuwd tegen misbruik van de naam en de Ordetekenen van 'The Most Venerable Order of St. John' en van de Maltezer Orde in Canada.
De in Nederland actieve Soevereine Orde van Sint-Jan van Jeruzalem werd door de ex-koning Michaël van Roemenië ingesteld. De orde is daardoor geen pseudo-orde in enge zin maar de Orde van Malta acht de naam misleidend.
In 2010 liet een Orde van Malta goedgelovige Roemenen, waaronder vooraanstaande politici, fors betalen voor een graad in de orde. Een Roemeense krant ontmaskerde de zwendelaars en publiceerde foto's op haar website.

## De orden die in de "Internationalen Ordens-Union" zijn verenigd
Al de onderstaande orden zijn verenigd in de door Dr. Friedrich Josef Anton Perko opgerichte "Internationalen Ordens-Union". Soms zijn het heropgerichte orden uit de middeleeuwen of de barok zoals de Orde van de Heilige Rupert.
De "Präsident der Internationalen Ordens-Union" werd op 27 maart 1977 gevraagd om de "Ruperti-Ritter-Orden" te erkennen. De orde spreekt over het "unter seine Souveränität stellen". De orde werd een autonome gemeenschap in de in 1981 opgerichte "Internationalen Ordens-Union". Deze unie is het levenswerk van de in 1922 geboren dierenarts Dr. Friedrich Josef Anton Perko wiens familie in Oostenrijk de in 1899 door Frans Jozef I van Oostenrijk erfelijk verleende titel "Ritter von Greiffenbühl" volgens de Oostenrijkse wet niet meer mag gebruiken. Dr. Perko noemde zich zonder recht "Perko-Greiffenbühl-Friaul" en gebruikte de titel "Hertog van Friaul".
De IOU is zeer conservatief en wil een nieuw Europees Rijk, als opvolger van het middeleeuwse Heilige Roomse Rijk realiseren. Dr. Perko verafschuwde de Amerikaanse cultuur en het communisme evenzeer. Een "christelijke renaissance" die door zijn orden en de door hem opgerichte "Europa Scouts" moet worden gerealiseerd is het door Dr. Perko en de IOU nagestreefde alternatief.
De lijst is een mengeling van oude maar in onbruik geraakte orden en nieuwe stichtingen. Soms gaat het om varianten op bestaande namen zoals de "Militärischer Orden von Sankt Joachim" waarvan de naam op de oudere Orde van Sint-Joachim lijkt. De hier genoemde "Sovereign Order of Saint John of Jerusalem" (OSJ) is een nabootsing van de beroemde Orde van Malta die als "Soevereine Militaire Hospitaal Orde van Sint-Jan van Jeruzalem, van Rhodos en van Malta" de afkorting "OSM" gebruikt. De zogenaamde "Orden der Rechtgläubigen Ritter vom Heiligen Grab" zijn een variant op de oude en eerbiedwaardige Orde van het Heilige Graf, een zeer katholieke ridderorde die door het Vaticaan wordt beschermd en door de katholieke kerk wordt bestuurd. De naam suggereert dat de ridders van de "echte" Orde van het Heilig Graf niet recht in de (katholieke) leer zouden zijn.
Sommige van de hieronder genoemde orden bloeien, andere leiden een slapend bestaan.
- Orden vom Roten Greif (ORG)
- Abendlandorden vom Heiligen Martin (AO)
- Internationaler Orden vom Stern des Occident (IOSO)
- Internationaler Jagdorden Sankt Hubertus (IOSH)
- Kapitel vom Cypern Kreuz (KCY)
- Orden vom Heiligen Jerusalem Kreuz (OHJK)
- Autonomes Kapitel vom Signum Fidei (AKSF)
- De Orde van de Heilige Rupert, "Sankt Rupert Orden" (SRO)
- Abendländischer Templerherren Orden (A.T.O.)
- Schwertorden Sankt Michael (SOSM)
- Confrèrie Equestre Internationale de St. Georges de France (OSG)
- Orden der Wildensteiner Ritterschaft vom Auge Gottes (OWR)
- Militärischer Orden von Sankt Joachim (MOSJ)
- Orden vom Gelben Band (OGB)
- Orden vom Besiegten Drachen (OBD)
- Orden der Heiligen Katharina (OHK)
- Militärischer und Hospital Orden von St. Johannes und St. Thomas (MHO)
- Sankt Markus Orden (SMO)
- Circulo Nobiliaro de Caballeros Universales (CMCU)
- Löwen Orden (LO)
- Sankt Brigitten Orden (OHB)
- Orden von der Eiche (ODE)
- Orden der Ritterbrüder von Dobrin (ORD)
- Orden der Rechtgläubigen Ritter vom Heiligen Grab (ORR)
- Orden des Goldenen Schildes (OGS)
- Kreuzherren Orden von Montfort (KO)
- Sozietät Cordon Bleu du Saint Esprit (SCB)
- Orden der Krone (OK)
- Orden der Heiligen Magdalena (OHM)
- Orden der Miliz Jesu Christi des Heiligen Dominikus (JCO)
- Orden vom Goldenen Einhorn (OGE)
- Orden Unserer Lieben Frau vom Rosenkranz (OLF)
- Orden der Beständigkeit (OB)
- Orden des Heiligen Blasius (OHLB)
- Sovereign Order of Saint John of Jerusalem (OSJ)
- Ungarischer Ritterorden 1956 (URO)